# Kizomba
La kizomba è un genere musicale e uno stile di danza che ha cominciato ad essere composta tra la fine degli anni 1970 e i primi anni 1980 in Angola, non appartiene quindi alle danze caraibiche o latino-americane.
Nasce principalmente come ballo popolare, si tratta di una fusione di semba angolana (corrispondente al predecessore del samba) con stili musicali come lo zouk, derivanti dalle isole caraibiche francesi.

## Origini ed evoluzione
In dialetto Kimbundu la parola kizomba, oltre ad indicare il genere musicale e lo stile di danza, significa anche festa del popolo, ed è il nome originario della danza dei neri che hanno resistito alla schiavitù. La kizomba era la festa e la resistenza culturale di un popolo; è stata l'esaltazione della vita e della libertà. Questa interpretazione della parola di kizomba si trova già nel 1894 nel bollettino della società geografica americana di New York.

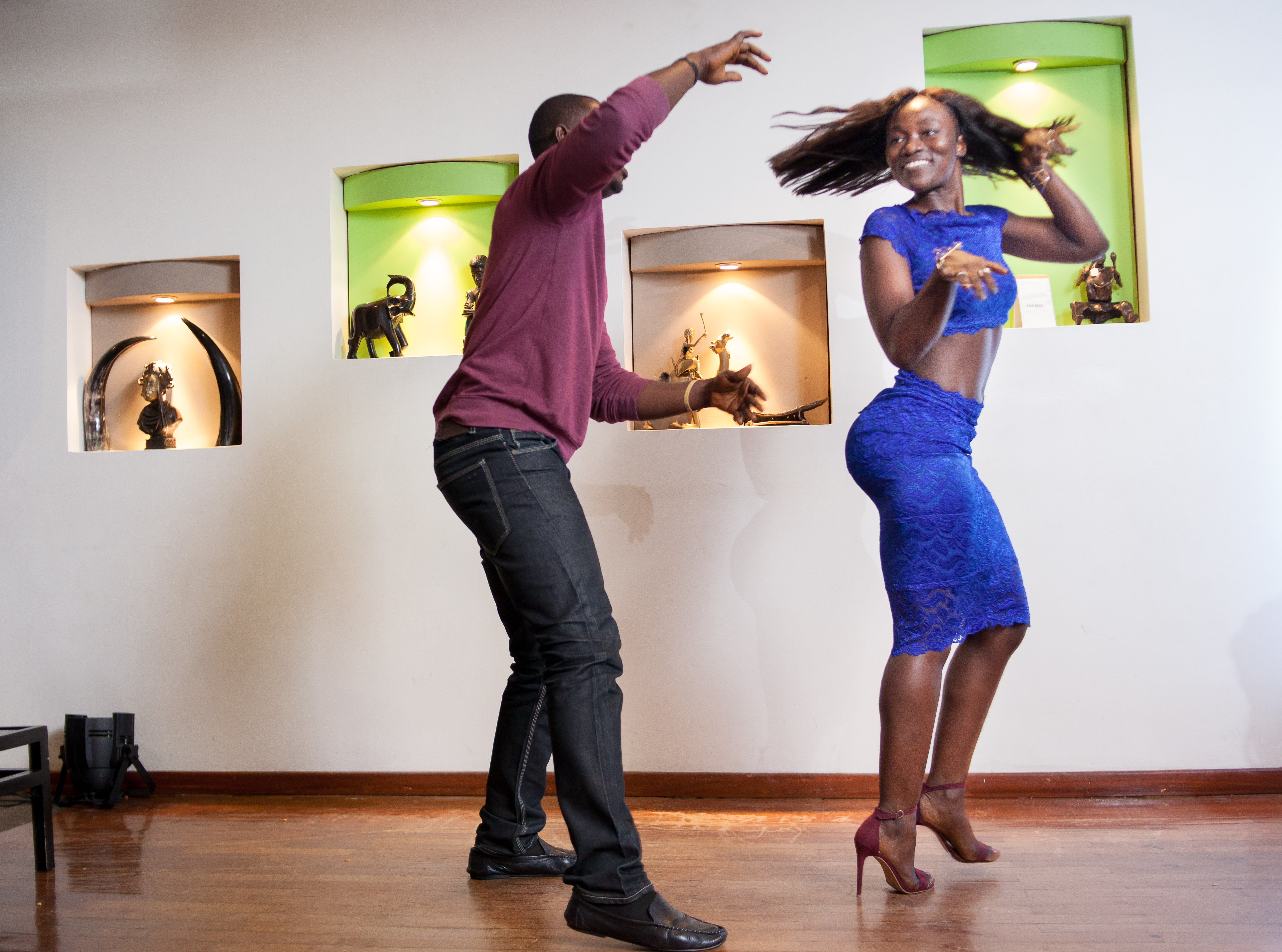
Kizomba

La kizomba è un genere musicale che ha avuto origine in Angola, ex colonia portoghese.
Negli anni 1950 e 1960 in Angola si ballava nelle grandi feste, note come farras kizombadas (da cui il termine kizomba), molti stili tipici della musica angolana come il merengue angolano, il semba (musica tradizionale dell'Angola, ballata da solista e con ritmo molto veloce, gioioso e virtuoso) ed altri. La kizomba, come danza, ha origine proprio in queste feste, con famosi ballerini che hanno attinto dai diversi stili e si sono evoluti per creare nel tempo uno stile con ritmi più lenti e romantici del semba, meno tradizionale, ma più vicino ai gusti dei giovani, che ha conquistato molto rapidamente il pubblico, diventando un mix di ritmi e sapori, una danza piena di calore e sensualità che fornisce una vera e propria complicità e empatia tra le coppie. Questo stile ha cominciato ad evolversi negli anni 1980 con i gruppi che mescolavano il semba lento con il kilapanga ed hanno portato alla comparsa del ritmo noto come kizomba.
A metà degli anni 1970 in Angola erano presenti truppe cubane che hanno portato il zouk, che ha influito nello stile della kizomba.
Su questa base, la musica kizomba è emersa come un genere musicale più moderno e dotato di sensualità mista al ritmo africano. Differentemente dalla semba, la musica kizomba è caratterizzata da un ritmo più lento e romantico; generalmente è cantata in portoghese o Pequeno Português.
A metà degli anni 1990, il termine "kizomba" cominciò ad essere usato in Portogallo per riferirsi alla musica africana in genere, che si ballava nei locali africani presenti nelle principali città del paese. Tuttavia, oggi il termine kizomba è usato per riferirsi a questo specifico genere musicale, che si balla nei locali africani accompagnato da altri ritmi africani, come il semba classico, il kuduro o afrohouse, o ritmi caraibici.
Esistono diversi varianti della kizomba, ad esempio "tarraxinha" (molto bloccato) oppure "passada" (ballato più lento e più aperto) più conosciuto e praticato. Inoltre, molti paesi lusofoni hanno sviluppato una propria corrente musicale sulla kizomba.

## Kizombas
La kizomba è arrivata in Europa, principalmente attraverso il Portogallo, dove è presente una grande comunità capoverdiana e dell'Angola, è quindi passata in Francia; in questi due paesi la parola "kizomba" viene utilizzata per qualsiasi tipo di musica derivata dello zouk, anche se non di origine angolana. Per questo motivo si creò confusione fra la kizomba vera e propria e lo zouk. Infatti, in Francia era conosciuto lo zouk proveniente dalle colonie della Martinica e della Guadalupa e la kizomba cantata in portoghese poteva essere confusa con lo zouk che conoscevano già.
Lo zouk è nato nelle Antille nei primi anni 1980 per mano del gruppo Kassav', il quale attraverso un miscuglio di calypso (stile musicale afro-caraibico) e makossa (stile musicale originario nelle aree urbane del Camerun) compare in Europa nel 1985 con la canzone Zouk la se Sel médickaman nou ni, che in creolo haitiano vuol dire Far festa è l'unica medicina che abbiamo. In Francia pochissime persone parlano creolo, così che "zouk" (la prima parola del titolo) diviene il nome con cui si identifica lo stile musicale nella cultura popolare, senza che Kassav' gliene abbia mai indicato uno.
In questo contesto, grazie alla musica kompas delle Antille francesi e la forte influenza della semba (dall'Angola), molti emigranti di Capo Verde in Francia entrano in contatto con lo zouk e lo mescolano alla coladeira, creando il colà-zouk, un derivato molto simile alla kizomba e generalmente cantato in creolo di Capo Verde. È questo ritmo confondibile con la kizomba che si sente in Portogallo quando Tropical Band e Eduardo Paim pubblicheranno il loro primo album zouk, descritto come musica tropicale e kizomba. Attualmente, nei paesi e comunità di tutto il mondo di lingua portoghese, poiché è molto difficile distinguere tra zouk, cola-zouk e kizomba, tutti questi stili sono chiamati kizombas; tuttavia utilizzando una forma rozza e generica di differenziazione si può dire che lo zouk è cantato in francese, il cola-zouk in creolo di Capo Verde e la kizomba in portoghese.

## Musica

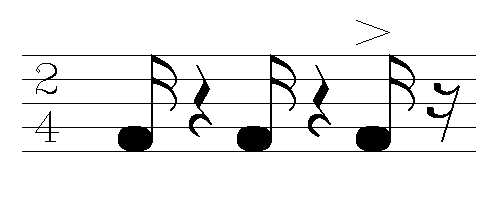
Cellula ritmica di kizomba

La base musicale della kizomba è facilmente riconoscibile e si compone di questa sequenza: una battuta forte (che corrisponde al tempo 1 della musica), seguito da due più morbide e ravvicinate nel tempo (la prima sarebbe una nota sincopata e la seconda corrisponde al 2 musicale) e infine una terza battuta sempre morbida separato dalle precedenti (che sarebbe anche sincopata).
Tale struttura, nota come batida, solitamente è presente in tutta la canzone, tranne in alcuni temi, e può essere omessa nell'introduzione della canzone e in qualche parte nella sezione centrale, lasciando solo il suono della melodia.

## Danza
La kizomba è una evoluzione della danza tradizionale angolana: la semba; tuttavia, è evidente che la danza della kizomba come lo conosciamo oggi si è evoluta dopo la moda della musica kizomba. Dal 1950, il popolo angolano ha usato la kizomba per ballare il semba. Nel 1990, quando la musica attuale kizomba ha ricevuto sempre più popolarità, i ballerini di semba angolani hanno iniziato ad adattare i loro passi semba in base al tempo e il ritmo delle battute kizomba.
Più recentemente la kizomba ha avuto influenze dal tango e dal merengue, che hanno contribuito alla ricchezza del ballo.
La danza è diventata molto popolare in Europa a partire dagli anni 1990, in particolare in Portogallo, Francia e Spagna, e si diffonde rapidamente in tutto il mondo.
È un ballo di coppia noto per avere un ritmo lento, insistente, un po' duro, ma sensuale; il risultato di percussioni elettroniche che imitano il suono della batteria. Si balla accompagnati da un partner, molto dolcemente, lentamente, in modo elegante e sensuale, e senza forzature né rigidità. Ci sono frequenti rotazioni simultanee dell'anca e del bacino coordinate tra i partner di ballo, in particolare nei ritornelli più tranquilli della musica. Normalmente, l'uomo abbraccia la donna con il braccio destro e la donna con il braccio sinistro intorno al collo dell'uomo, appoggiando la testa delicatamente su di esso (anche se a Capo Verde, per esempio, il contatto è più focalizzato sul fianco). Il braccio sinistro dell'uomo tiene il destro della donna che bloccando il torso. La guida dell'uomo avviene principalmente attraverso il busto, ma anche con le braccia e i fianchi. Nella kizomba, i passi e le figure sono realizzate con una cadenza lenta al ritmo della batida (percussioni), in modo che l'uomo solitamente cerca di far fare i passi alla donna nel modo più rilassato possibile, con piccoli passi e proporre modifiche lente del ritmo. L'uomo cerca sempre di improvvisare in base alla musicalità, dando alla danza una sensazione di grande morbidezza e armonia.
Come fusione di vari stili di danza (passada, saida, tarraxa...) esistono diverse correnti all'interno del ballo della kizomba. Nelle figure del passada l'uomo e la donna camminano insieme, nella saida sono separati e la donna si muove sul lato di uomo, nel tarraxa non si cammina, ma l'uomo segna la cadenza della musica delicatamente con l'anca durante le pause musicali quando non si hanno percussioni.

## Popolarità
Inizialmente, la kizomba era diffusa solo nei paesi lusofoni africani, ma in seguito (favorita dall'immigrazione) raggiunse l'Europa, gli Stati Uniti, il Brasile, e sempre più paesi crescono comunità di kizomberos (gli amanti di questo genere musicale e della sua danza): Portogallo, Francia, Belgio, Spagna, Inghilterra, Italia, Polonia, Russia.
Attualmente ci sono artisti, specialmente capoverdiani e angolani che stanno conquistando i palcoscenici, un po' in tutto il mondo.
Allo stesso modo, molti angolani emigrano per lavorare come insegnanti di kizomba in tutto il mondo, così come molti altri maestri di danza vanno a Lisbona per imparare e praticare questa danza.
L'influenza della kizomba si fa sentire nella maggior parte dei paesi africani di lingua portoghese, ma anche nel Portogallo (soprattutto a Lisbona e nei sobborghi circostanti, come Amadora o Almada), dove le comunità di immigrati hanno stabilito club incentrati sul genere di uno stile kizomba rinnovato. La kizomba ora è anche molto popolare tra i bianchi che frequentano questi club in numero sempre crescente.
La musica kizomba di São Tomé e Príncipe è molto simile a quella dell'Angola, Juka è uno degli interpreti saotomeani più importanti del genere.
In Angola la maggior parte dei club hanno sede a Luanda. Bonga è probabilmente l'artista dell'Angola più noto, dopo aver contribuito a diffondere lo stile sia in Angola che in Portogallo durante anni 1970 e 1980.
Altri paesi dove la kizomba è popolare sono Guinea-Bissau, Mozambico, Guinea Equatoriale, Timor Est, Brasile e il territorio di Macao. In generale nei paesi africani lusofoni, in Europa e negli Stati Uniti.